# St. Petrus und Paulus (Großberndten)

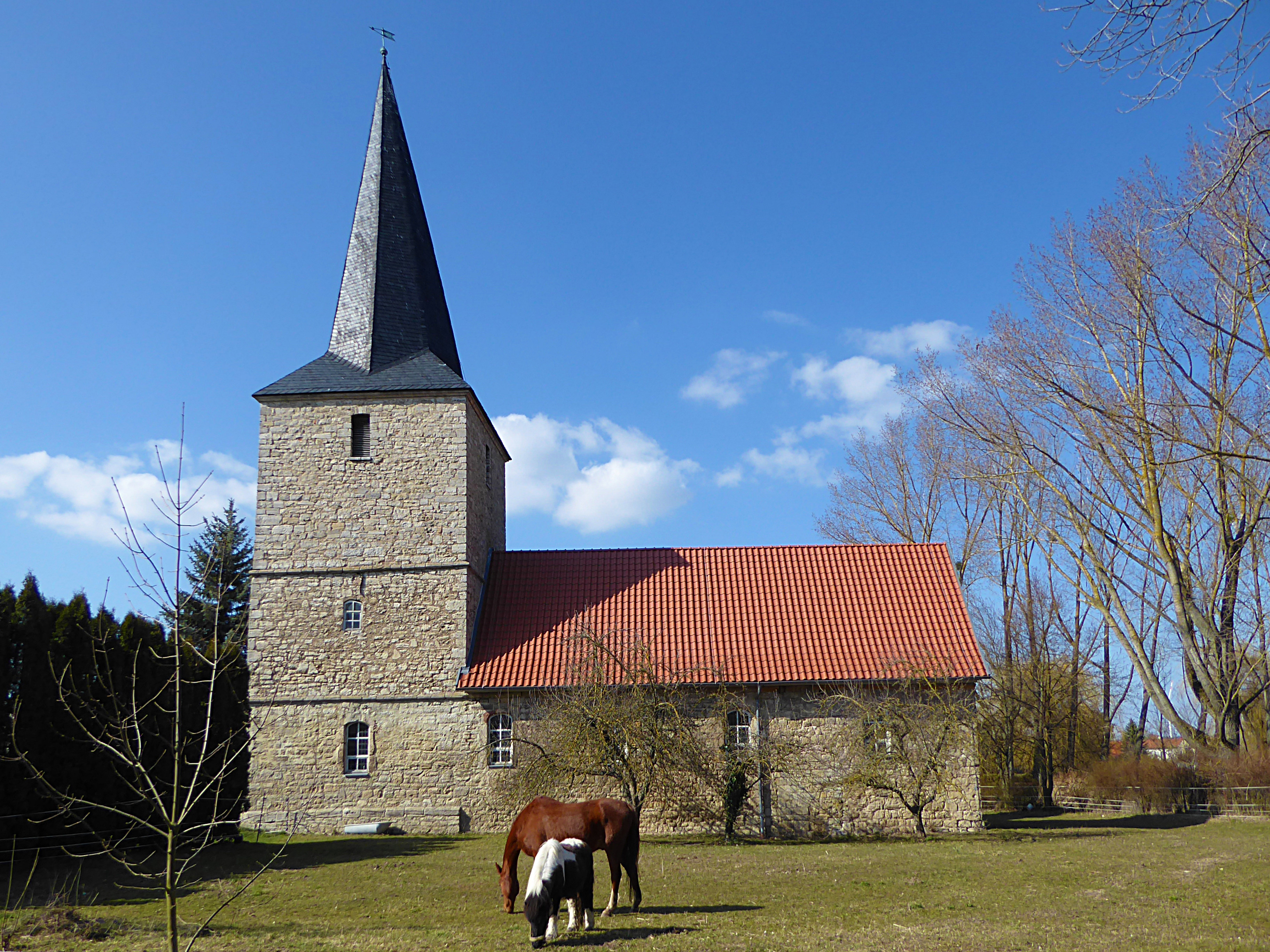
St. Petrus und Paulus

Die Kirche St. Petrus und Paulus steht in der Kirchgasse von Großberndten, einem Ortsteil von Sondershausen im Kyffhäuserkreis in Thüringen.
Die Kirchengemeinde Großberndten gehört zum Pfarrbereich Niedergebra im Kirchenkreis Südharz der Evangelischen Kirche in Mitteldeutschland.

## Beschreibung

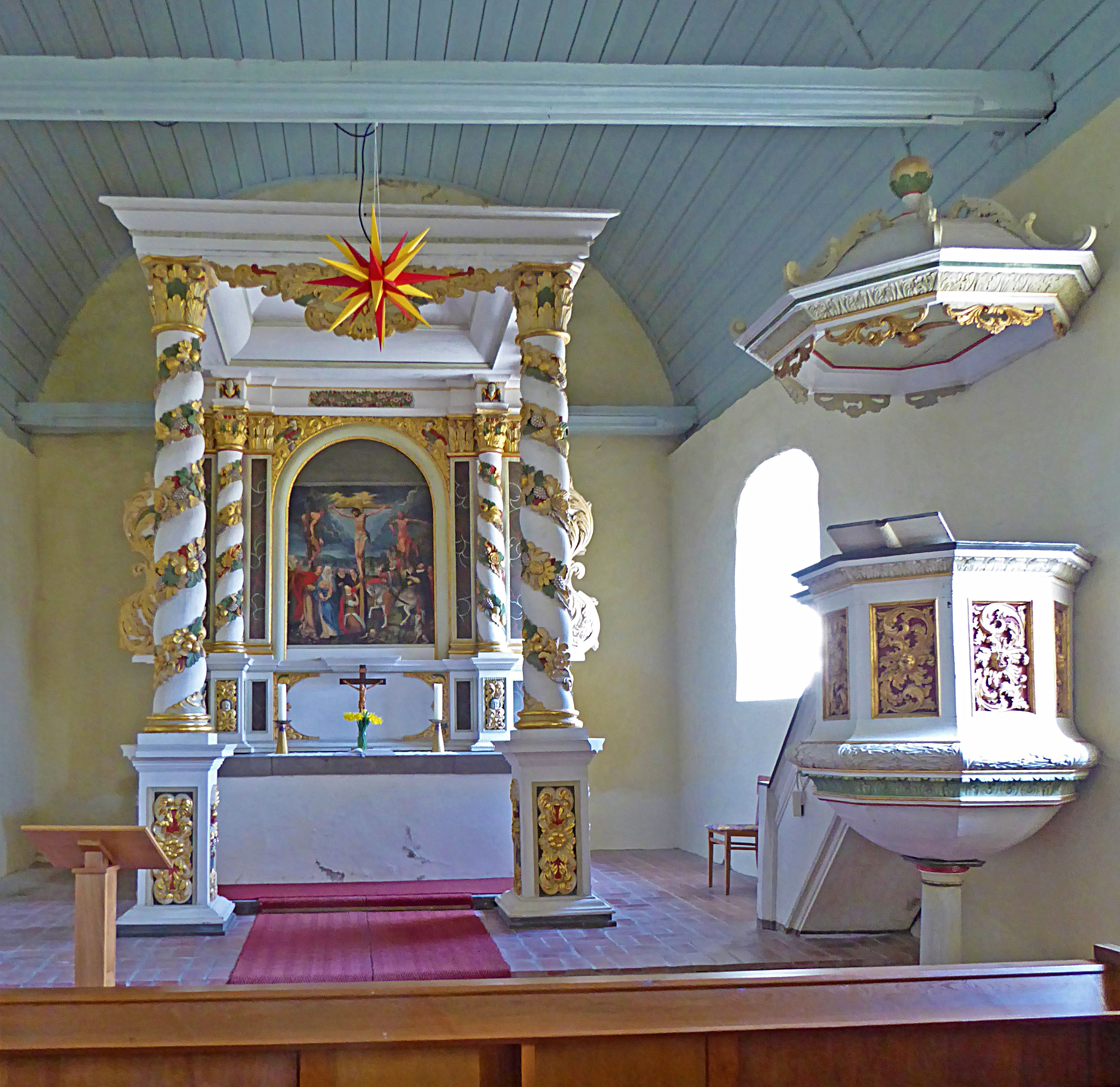
Altar und Kanzel

Die Saalkirche aus Bruchsteinen wurde gemäß Inschrift 1587 errichtet. Der dreigeschossige Kirchturm im Westen trägt einen Spitzhelm. Das zweite Obergeschoss, in dem sich der Glockenstuhl befindet, wurde 1958 erneuert. Den Eingang zum Turm bildet ein romanisches rundbogiges Portal aus der Entstehungszeit. Die nördliche Turmvorhalle wurde 1868 angebaut. In den Jahren 1971–73 fanden umfangreiche Renovierungen statt, wobei man die Emporen auf zwei Seiten reduzierte. Das Kirchenschiff ist mit einem hölzernen Tonnengewölbe überspannt. Die Turmmauer im Westen wurde über einem hohen Rundbogen errichtet.

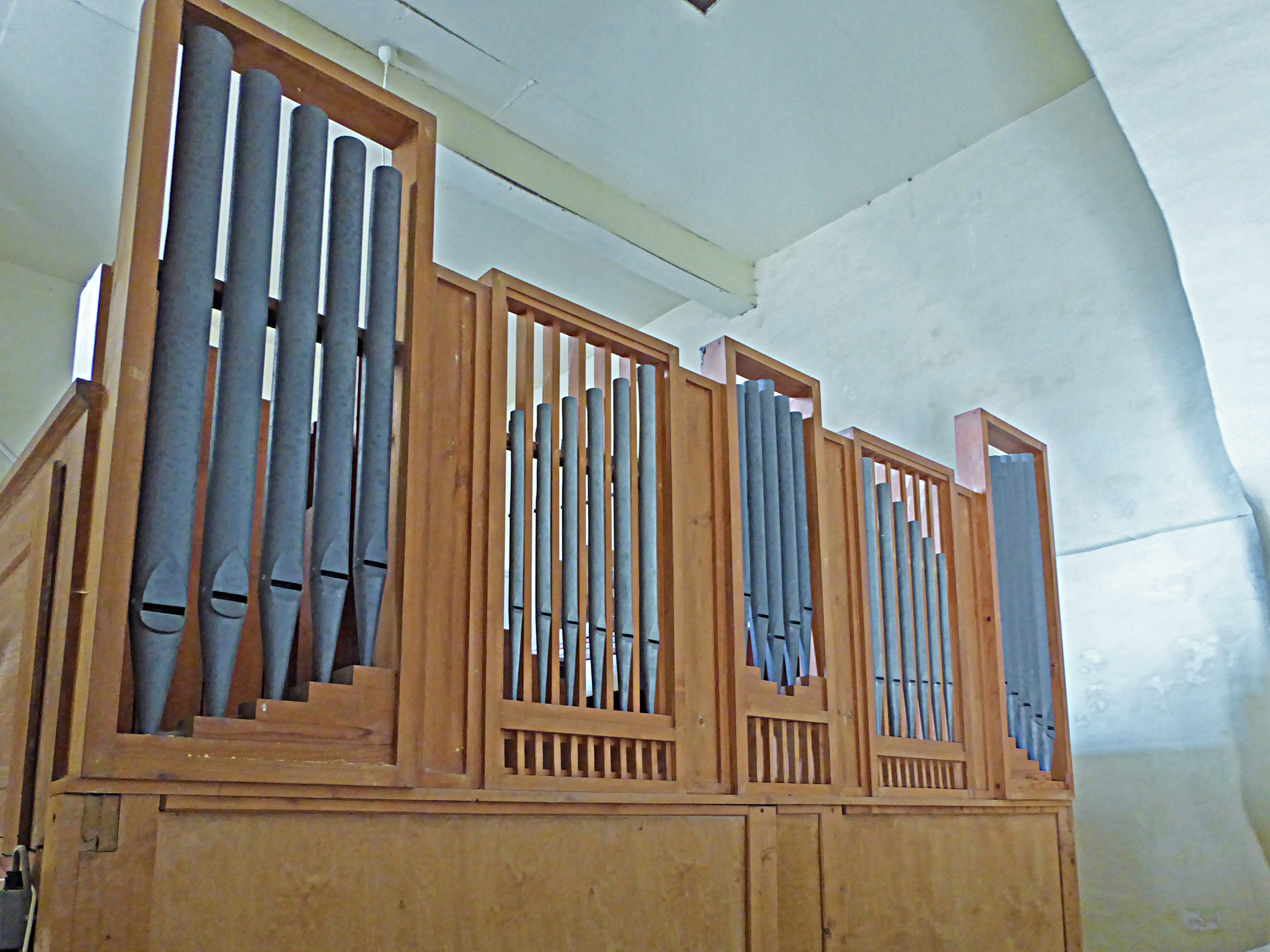
Die Schuster-Orgel von 1973

Das Altarretabel mit weinlaubumwundenen Säulen stammt aus dem 1884 abgerissenen Brückenkloster Mühlhausen. Es stand bis 1972 in der Dorfkirche St. Maria-Magdalena von Hollenbach. Die Mitteltafel zeigt eine figurenreiche Kreuzigungsgruppe von Martin Luder aus Nordhausen, signiert mit der Jahreszahl 1601. Unter anderem stehen Martin Luther und Philipp Melanchthon unter dem Kreuz.
Das mit Engelsköpfen verzierte Taufbecken stammt aus dem 17. Jahrhundert. Die Kanzel mit geschnitzten Akanthusornamenten wurde Mitte des 18. Jahrhunderts gebaut.
Die Orgel mit 7 Registern, verteilt auf ein Manual und ein Pedal, wurde 1973 von Orgelbau A. Schuster & Sohn gebaut.